# Форма креста Иисуса Христа
Форма креста Иисуса Христа — дискуссионный вопрос для ряда светских историков и филологов, а также некоторых течений в христианстве.
Традиционный взгляд о форме орудия казни, на котором был распят Иисус — это был крест в форме двух перекрещенных балок (горизонтальной и вертикальной); по мнению сторонников данного взгляда, доказательства в пользу этой точки зрения содержатся в письменных свидетельствах Отцов Церкви и церковных писателей, а также в иконографии и других изобразительных источниках первых веков христианства.
Но есть и другие мнения о форме казни Иисуса Христа.

## Виды распятия у древних римлян
- Crux Simplex — простой вертикальный столб в форме «I».
- Crux Commissa — крест в форме «Т».
- Crux Decussata — крест в форме «X», согласно традиции тот крест, на котором был распят апостол Андрей.
- Crux Immissa — согласно традиции тот крест, на котором был распят Иисус Христос.

При конструкции креста из двух элементов, каждый элемент тоже имел своё название. Первый элемент — стационарная, вертикально вкопанная стойка, называлась staticulum. Второй — patibulum, представлял собой съёмную горизонтальную балку, которую, собственно, и несли на себе осуждённые на смерть. Интересно, что crux иногда называли не только цельную, собранную из двух элементов конструкцию, но и отдельно patibulum.

## Теория крестообразности (crux immissa)

### Традиционный взгляд
Большое количество письменных свидетельств и вещественных памятников говорит в пользу формы crux immissa (†), то есть в форме двух перекрещенных балок, вертикальной и горизонтальной. Ириней Лионский и Иустин Философ говорят о кресте пятиконечном. Иероним сравнивает крест Иисуса Христа с летящей птицей, Иустин — с Моисеем, распростёршим руки на молитву, Минуций Феликс - с простёршим вёсла кораблём: эти сравнения также указывают на четырёхконечную форму креста.
Исследователи указывают, что почитание креста в качестве символа христианства отмечается с самого раннего христианского периода. Уже Тертуллиан (конец II — начало III в.) говорит об обычае изображения на себе крестного знамения как об общепринятом. В среде ранних христиан отмечается обычай вышивания креста на головном уборе либо даже татуирования его на лбу. В римских катакомбах были распространены настенные изображения якореобразного креста и других фигур, напоминающих четырёхконечный крест. Кроме того, в пользу традиционного креста свидетельствует и граффито Алексамена, датируемое I - III веком. На нём изображено почитание распятой на четырёхконечном кресте человекоподобной фигуры.

### Богословский взгляд
В Евангелии от Иоанна в двух местах упоминается о непосредственном указании самого Иисуса на то, каким образом будет казнён:

И когда Я вознесён буду от земли, всех привлеку к Себе. Сие говорил Он, давая разуметь, какою смертью Он умрёт.
— Ин. 12:32-33

Пилат сказал им: возьмите Его вы, и по закону вашему судите Его. Иудеи сказали ему: нам не позволено предавать смерти никого, — да сбудется слово Иисусово, которое сказал Он, давая разуметь, какою смертью Он умрёт.
— Ин. 18:31-32
Эти слова трактуются толкователями Евангелия как указания Христа не только на смысл его крестных страданий, но и непосредственно на материальное его осуществление. Так, блаженный Феофилакт Болгарский говорит: «Когда „вознесён буду“, — сказал это, давая разуметь, какою смертию Он умрёт, то есть будет распят, ибо этим означается высота креста»., а автор «Толковой Библии» А. П. Лопухин — конкретнее: «Сие говорил Он, давая разуметь, какою смертью Он умрёт. Сам евангелист понимает слова Господа ближе всего, как предуказание на самый образ Его смерти — распятие, при котором Господь, действительно, был вознесён или приподнят над землёю и, простирая на кресте Свои руки, как бы хотел привлечь к Себе весь Мир». Таким образом, слова Иисуса, по мнению православных толкователей, служат указанием не только на вид казни, но и на форму креста.
Другие косвенные свидетельства, которые часто приводят как свидетельство такой формы орудия казни при полемике со свидетелями Иеговы:

Другие ученики сказали ему: мы видели Господа. Но он сказал им: если не увижу на руках Его ран от гвоздей, и не вложу перста моего в раны от гвоздей, и не вложу руки моей в рёбра Его, не поверю.
— Ин. 20:25
Так как апостол говорит про раны на руках «от гвоздей», во множественном числе — это может быть свидетельством того, что в каждую руку были вбито по одному гвоздю. Примеры других переводов, передающих «гвозди» во множественном числе:

Перевод РБО:

— Мы видели Господа! — сказали ему другие ученики.— Пока я не увижу на Его руках ран от гвоздей и не вложу в эти раны палец, а в рану на боку руку, не поверю! — ответил он.

King James Bible:

The other disciples therefore said unto him, We have seen the Lord. But he said unto them, Except I shall see in his hands the print of the nails, and put my finger into the print of the nails, and thrust my hand into his side, I will not believe.

American Standard:

The other disciples therefore said unto him, We have seen the Lord. But he said unto them, Except I shall see in his hands the print of the nails, and put my hand into his side, I will not believe.
— 
Украинский перевод И. Огиенко в этом месте не передаёт мысли о множественном числе.

И поставили над головою Его надпись, означающую вину Его: сей есть Иисус, Царь Иудейский
— Мф. 27:37
Акцент делается на том, что надпись была поставлена над (др.-греч. ἐπί «непосредственно над, близ, подле») головой, а не над руками Спасителя, как было бы, если бы Он был распят на столбе (в этом случае должно использоваться ἀνά «наверху», либо ἐπάνω «сверху, выше», ср. (Мф. 27:37).

Истинно, истинно говорю тебе: когда ты был молод, то препоясывался сам и ходил, куда хотел; а когда состареешься, то прострёшь руки твои, и другой препояшет тебя и поведёт, куда не хочешь. Сказал же это, давая разуметь, какою смертью Пётр прославит Бога. И, сказав сие, говорит ему: иди за Мною
— Ин. 21:18-19
Согласно преданию апостол Пётр был казнён именно на кресте вниз головой, при этом руки его были распростёрты в противоположные стороны. Слова «Иди за мной» становятся понятными, если считать, что сам Христос был распят на кресте.

## Теория тау-образности (crux commissa)
Раннехристианские деятели, автор Послания Варнавы и Тертуллиан, утверждали, что орудие казни Иисуса Христа имело форму греческой буквы тау (Τ, crux commissa), и понимали эту букву как символ христианства.
Ряд современных учёных поддерживают эту точку зрения. Мессианский богослов Давид Стерн пишет:

<…> греческое σταυρός обычно переводится словом «крест». На самом деле, это был вертикальный деревянный столб с горизонтальной перекладиной, больше напоминавший букву «Т», нежели символ христианства. Римляне использовали его для казни преступников, не являвшихся римскими гражданами (для последних была предусмотрена менее мучительная форма смерти). У евреев такой вид казни отсутствовал. Галаха определяет четыре вида смертной казни: побитие камнями, сожжение, обезглавливание и удушение (Мишна Сангедрин 7:1), но не казнь через повешение или распятие на кресте (см. Гал. 3:13, 1Петр. 2:24).
Однако в оккупированном римлянами Израиле публичные распятия были обычной практикой. Осуждённый нес на себе перекладину стойки, на которой его должны были распять, до места казни, а затем его кисти и щиколотки прибивали гвоздями к стойке. После этого стойку устанавливали вертикально, и человека оставляли висеть в невыносимых мучениях, пока он не умирал (что обычно происходило несколькими часами позже). <…>
<…> Веские археологические и исторические свидетельства подтверждают, что в Израиле в то время использовалась стойка с горизонтальной перекладиной (лат. patibulum), и именно эту перекладину нес на себе преступник к месту казни.

## Теория формы столба (crux simplex)
Некоторые светские историки обращают внимание на возможность казни на обычном столбе.
Германн Фульда:

Иисус умер на обычном столбе смерти, подтверждением чему служат: а) распространённый в то время на Востоке обычай использовать это орудие казни, б) косвенно сама история страданий Иисуса и в) многочисленные высказывания отцов ранней церкви.
Пауль Вильгельм Шмидт (Paul Wilhelm Schmidt), профессор Базельского университета, провёл исследование греческого слова σταυρός. В своём труде «История Иисуса» он написал (п. 172): «σταυρός означает любой прямостоящий ствол дерева или столб» («σταυρός [staurós] heißt jeder aufrechtstehende Pfahl oder Baumstamm»). Далее идут рассуждения о том, как казнили Иисуса: 

«Кроме избиения плетью, согласно евангельским повествованиям, в качестве наказания Иисуса возможен лишь самый простой способ распятия, какой был у римлян,— повешение раздетого тела на столбе, который к тому же Иисусу пришлось нести или волочить к месту казни, чтобы это позорное наказание было ещё невыносимее. […] Такая казнь не допускала ничего иного, кроме простого повешения, так как часто носила массовый характер, например: Вар — 2 000 человек за один раз (Иосиф Флавий. „Иудейские древности“ XVII 10 10), Квадрат („Иудейская война“ II 12 6), прокуратор Феликс („Иудейская война“ II 15. 2 [13 2]), Тит („Иудейская война“ VII. 1 [V 11 1])».
А с 1936 года и свидетели Иеговы обращают внимание на то, что евангелисты не говорят о форме того орудия, на котором был распят Иисус Христос, а также на то, что «слово σταυρός в классическом греческом языке означало просто „вертикальный столб, или кол“, или же сваю, используемая для фундамента». Они не считают небиблейские источники I тысячелетия н. э., которые свидетельствуют о форме четырёхконечного креста, доказательством действительного орудия казни Иисуса Христа. Критики часто ссылаются на эти источники, которые, по их мнению, противоречат гипотезе свидетелей Иеговы о распятии Иисуса на столбе, но которые свидетелями Иеговы не упоминаются и не комментируются. А свидетели Иеговы своё мнение основывают на других[каких?] исторических документах, которые, по их мнению, свидетельствуют в пользу их взгляда.
В «Переводе нового мира» греческое слово σταυρός, которое в Библии традиционно переводится словом «крест», переведено как «столб мучений» (в «Библия — Современный Перевод» как «крест страданий»). Переводчики ПНМ ссылаются на мнение тех исследователей, которые придерживаются мнения о языческом происхождении креста в христианстве:

Σταυρός … означает в первую очередь прямой столб или кол. К нему пригвождались казнившиеся преступники. Как существительное σταυρός, так и глагол σταυρόω, прикреплять к столбу или колу, первоначально отличались от церковной формы креста, состоящего из двух балок. Форма последнего [креста в виде двух балок] произошла из древней Халдеи и употреблялась как символ бога Таммуза (в форме мистического Тау, первой буквы его имени) в этой стране и в прилегавших к ней странах, включая Египет. К середине III века н. э. церкви либо отступили от некоторых учений христианской веры, либо исказили их. Церкви отступнического христианства, чтобы укрепить свои позиции, принимали язычников в свою веру без духовного перерождения и позволяли им сохранять языческие знаки и символы. Таким образом тау, или Т, в наиболее распространённом виде с опущенной перекладиной, был перенят для обозначения креста Христова.
— Vine W. E. An Expository Dictionary of New Testament Words. — Лондон, 1962. — P. 256. Архивировано 28 сентября 2007 года.
 (англ.)
Кроме того, свидетели Иеговы обращают внимание на следующее место: «и мы свидетели всего, что сделал Он в стране Иудейской и в Иерусалиме, и что наконец Его убили, повесивши на древе (ξύλον)» (Деян. 10:39) (как замечает д.и.н. И. С. Свенцицкая, «более точный перевод — „на столбе“»). Хотя слово древо (ξύλον) в данном случае означает материал (древесина), из которого сделано распятие.
Авторы Нового Завета пользовались общегреческим народным языком койне. Ряд историков и филологов, изучающих его, полагают, что слово σταυρός перешло в койне из классического греческого языка, не изменив своего значения. В классической греческой литературе σταυρός никогда не использовалось в значении «крест». В комментарии к переводу Библии, изданном Оксфордским университетом, говорится: «Гомер употребляет слово σταυρός для обыкновенного кола, столба или бревна. И в этом значении употребляется это слово во всей классической литературе. Оно никогда не обозначает два бревна, прикреплённых друг к другу под каким-либо углом, но оно всегда обозначает одно отдельное бревно». Подтверждает это другое греческое слово ξύλον, которое наряду со словом σταυρός используется для описания орудия убийства Иисуса в Деян. 5:30, 10:39, 13:29; Гал. 3:13 и 1Пет. 2:24 и всегда переводится как «бревно» или «дерево».
Поэтому Комитет «Перевода нового мира» посчитал оправданным при переводе слова σταυρός использовать не более позднее его значение в форме слова «крест», а выражение «столб мучений» — значение, которое оно имело в классическом греческом языке (то есть до IV века до н. э.).
Слово σταυρός не передают как «крест» и некоторые другие современные переводы Библии.

### Критика
Критика доводов, приводимых сторонниками того, что Христос был распят на столбе, основывается на различии древнегреческого и греческого языка первого века. Так, кандидат философских наук, иеромонах Иов (Гумеров) отвечает на филологические доводы следующее: 

«Приведённая аргументация является обычным софизмом. В основе его лежит грубое логическое нарушение: подмена термина. Делается утверждение о классическом греческом языке, а затем рассматривается язык апостольского века. Классическим греческий язык был до IV в. до Р. Х. После завоеваний Александра Македонского начинается эпоха эллинизма, для культуры которой характерен синтез греческой и местных восточных культур (IV—II вв. до н. э.). В 146 г. до Р. Х. Рим разгромил Ахейский союз и установил господство над всей Грецией. Во II в. до н. э. римляне переняли у Карфагенян самый жестокий вид казни — распятие. Орудие это получило название crux, crucis».
Критики взгляда о «распятии на столбе» обращают внимание на то, что в современном греческом языке слово σταυρός переводится как «крест».
Ряд библеистов и светских исследователей (Буллингер, Вайн и другие) утверждает, что греческое слово σταυρός, указанное в Библии как орудие казни Иисуса Христа, переводится не как «крест», а как «столб», в разных его вариациях, например, «шест», «свая», «кол» и т. п. Однако в классическом древнегреческо-русском словаре Дворецкого дан перевод слова σταυρός не только в этих значениях, но и в значении «крест». Кроме того, по мнению сторонников богословского взгляда, утверждение о распятии на столбе опровергается библейским текстом. В Новом Завете это слово используется исключительно для обозначения орудия казни Христа и никогда в отношении чего бы то ни было иного. Слово же «столб» (столп) в греческом Новом Завете обозначено как στῦλος (1Тим. 3:15; Гал. 2:9; Откр. 3:12; Откр. 10:1), что, собственно, и обозначает «столб», либо как ξύλον (Деян. 5:30; Деян. 10:39; 1Петр. 2:24) «столб, бревно, полено».
В Ветхом Завете (Септуагинта) слово σταυρός не используется, однако в Есф. 7:9 используется производное от него слово σταυρωθήτω (пусть будет распят) применительно к казни на предмете, называемом ξύλον, который в греческом тексте, в данном случае, по мнению Алексея Винокурова, обозначает деревянный предмет («древо» в Синодальной Библии). Ниже приводится список всех слов (в виде одного примера от каждого), прямо или косвенно указывающих на столбы, шесты, колья, сваи в греческом тексте Библии:
- Στῦλος (столб, подпора, колонна, свая, брус)[37]. «И сделай брусья (στῦλον) для скинии из дерева ситтим, чтобы они стояли» (Исх. 26:15).
- Στήλη (столб, стела, свая)[38]. «Жена же Лотова оглянулась позади его, и стала соляным столпом (στήλη)» (Быт. 19:26).
- Ἀναφορεύς (носильщик)[39]. «Сделай из дерева ситтим шесты (ἀναφορεῖς) и обложи их [чистым] золотом» (Исх. 25:13, в Септуагинте 25:12).
- Διωστήρ (шест, столб)[40]. «и вложил шесты (διωστῆρσιν) в кольца, по сторонам ковчега, чтобы носить ковчег» (Исх. 37:5, в Септуагинте 38:4).
- Μοχλός (рычаг, лом, свая, кол, засов)[41]. «И сделай шесты (μοχλούς) из дерева ситтим, пять для брусьев одной стороны скинии» (Исх. 26:26).
- Σκυτάλη (палица, дубина)[42]. «Шесты (σκυτάλας) сделай из дерева ситтим и обложи их золотом» (Исх. 30:5).
- Φορεύς (носильщик)[43]. «И сделай шесты (φορεῖς) для жертвенника, шесты[44] из дерева ситтим, и обложи их медью» (Исх. 27:6).
- Πάσσαλος (кол, колышек, палка-копалка). «Все колья (πασσάλους) вокруг скинии и двора медные» (Исх. 38:20, в Септуагинте 38:21).
- Πυλών (пилон, ворота)[45] «И покоиться будут среди неё стада и всякого рода животные; пеликан и ёж будут ночевать в резных украшениях её; голос их будет раздаваться в окнах, разрушение обнаружится на дверных столбах (πυλῶσιν), ибо не станет на них кедровой обшивки» (Соф. 2:14)
- Ξύλον (столб, бревно, отрубленное дерево, полено, балка)[24] «И сказал Харбона, один из евнухов при царе: вот и дерево (ξύλον), которое приготовил Аман для Мардохея, говорившего доброе для царя, стоит у дома Амана, вышиною в пятьдесят локтей. И сказал царь: повесьте (σταυρωθήτω) его на нём» (Есф. 7:9)

Во времена Ездры бревно могло использоваться для распятия: «Мною же даётся повеление, что [если] какой человек изменит это определение, то будет вынуто бревно (ξύλον) из дома его, и будет поднят он и пригвождён к нему, а дом его за то будет обращён в развалины. И Бог, Которого имя там обитает, да низложит всякого царя и народ, который простёр бы руку свою, чтобы изменить [сие] ко вреду этого дома Божия в Иерусалиме. Я, Дарий, дал это повеление; да будет оно в точности исполняемо» (Езд. 6:11-12).